# Пам'ятки архітектури Олександрійського району
У Олександрійському районі Кіровоградської області на обліку перебуває 14 пам'ятки архітектури.
| № пп | Найменування пам’ятки                     | Датування | Місцезнаходження пам’ятки                  | Охорон. номер |
| ---- | ----------------------------------------- | --------- | ------------------------------------------ | ------------- |
|      | Комплекс споруд Земської школи            |           | с. Бандурівка, вул. Леніна, 1              | 427-Кв/1-2    |
| 1    | корпус № 1(мур.)                          | п.20 ст.  | с. Бандурівка, вул. Леніна, 1              | 427-Кв/1      |
| 2    | корпус № 2                                | п.20 ст.  | с. Бандурівка, вул. Леніна, 2              | 427-Кв/2      |
| 3    | Особняк                                   | п.20 ст.  | с. Бандурівка, пров. Шкільний              | 428-Кв        |
| 4    | Церква Йосипа-Обручника                   | к.19 ст.  | с. Березівка, вул. Ольховського            | 139-Кв        |
| 5    | Комплекс будівель складів                 | к.19 ст.  | смт. Нова Прага                            | 141-Кв        |
| 6    | Будівля складу                            | к.19 ст.  | смт Нова Прага вул. Паризької Комуни, 44   | 141-Кв/1-2    |
| 7    | Будівля складу                            | к.19 ст.  | смт Нова Прага вул. Паризької Комуни, 44   | 141-Кв/1      |
| 8    | Будівля складу                            | к.19 ст.  | смт Нова Прага вул. Паризької Комуни, 44   | 141-Кв/2      |
| 9    | Будинок притулку                          | 1900 р.   | смт. Нова Прага, вул. Жовтнева, 24         | 362-Кв        |
| 10   | Будинок магазину                          | к.19 ст.  | смт. Нова Прага, вул. Жовтнева, 20         | 142-Кв        |
| 11   | Особняк з мезоніном полковника Драгальова | 1914 р.   | смт. Нова Прага вул. Паризької Комуни, 100 | 363-Кв        |
| 12   | Лікарня                                   | 1894 р.   | смт. Нова Прага вул. Червоноармійська, 34  | 140-Кв        |
| 13   | Церква Св. Миколая                        | 1888 р.   | с. Світлопіль                              | 361-Кв        |
| 14   | Маєток Вимберга (мур.                     | 1870 р.   | с. Ясинуватка                              | 426-Кв        |
|      |                                           |           |                                            |               |